# Obed Mlotsa
 (juin 2019).
Si vous disposez d'ouvrages ou d'articles de référence ou si vous connaissez des sites web de qualité traitant du thème abordé ici, merci de compléter l'article en donnant les références utiles à sa vérifiabilité et en les liant à la section « Notes et références ».
Obed Mlotsa est un entraîneur de football professionnel swazi ayant entraîné l'équipe nationale de football d'Eswatini en 2011.